# Idea druryi
Idea druryi är en fjärilsart som beskrevs av Moore 1883. Idea druryi ingår i släktet Idea och familjen praktfjärilar. Inga underarter finns listade i Catalogue of Life.